# Eotetranychus queirozi
Eotetranychus queirozi är en spindeldjursart som beskrevs av Flechtmann 1976. Eotetranychus queirozi ingår i släktet Eotetranychus och familjen Tetranychidae. Inga underarter finns listade i Catalogue of Life.